# Fridtjof Nansen (Schiff, 1931)
Die Fridtjof Nansen war ein Küstenwach- und Fischereischutzschiff der norwegischen Marine und das erste von Norwegen speziell für diesen Dienst in der Arktis gebaute Schiff. Es war nach dem Polarforscher Fridtjof Nansen benannt.

## Bau und technische Daten
Das Schiff wurde 1928 auf der Marinewerft Karljohansvern in Horten mit der Baunummer 118 auf Kiel gelegt, lief am 5. November 1930 vom Stapel und wurde am 29. Mai 1931 in Dienst gestellt. Es war 72,8 m lang und 10,5 m breit, hatte 5,7 m Tiefgang und verdrängte 1275 t (standard) bzw. 1545 t (maximal). Zwei Kessel und zwei Dreifach-Expansions-Dampfmaschinen mit zusammen 2000 PS ermöglichten über zwei Schrauben eine Höchstgeschwindigkeit von 15 Knoten. Die Reichweite betrug 7000 Seemeilen. Das Schiff war mit zwei britischen 10,2-cm-Schiffsgeschützen L/40 in Einzellafetten vorn und achtern und zwei 47-mm-Bofors-Fla-Maschinenkanonen L/46, ebenfalls in Einzellafetten, bewaffnet und mit einem Bordflugzeug des Typs MF.11 ausgestattet. Die Besatzung zählte 67–70 Mann. Das Schiff hatte einen Schornstein und zwei Masten, der hintere mit einem Ladebaum.

## Schicksal

### Vorkriegsjahre
Das Schiff versah seinen Dienst in den Polargewässern Norwegens und im Nordmeer. Dabei kam es am 21. Dezember 1933 zu einer schweren Havarie, die zum ersten Untergang des Schiffs führte. Die Fridtjof Nansen lief aus Hammerfest aus, um entlang der Küste der östlichen Finnmark zu patrouillieren. Beim Durchfahren des Vestervågen bei Måsøy lief das Schiff auf Grund und sank in der folgenden Nacht. Es wurde im nächsten Jahr gehoben und nach Horten zur Reparatur geschleppt.

### Zweiter Weltkrieg
Beim deutschen Überfall auf Norwegen am 9. April 1940 war die Fridtjof Nansen als Patrouillenboot der Finnmark-Abteilung im 3. Seeverteidigungsbezirk (Konteradmiral Leif Hagerup) zugeordnet und in Honningsvåg beim Nordkap stationiert. Nachdem das Schiff mehrere deutsche Luftangriffe schadlos überstanden hatte, gelang ihm im Juni 1940 die Flucht nach Schottland. Einen Tag nachdem bereits König Håkon VII. auf dem britischen Schweren Kreuzer Devonshire von Tromsø aus ins Exil nach Großbritannien abgereist war, nahm die Fridtjof Nansen am 8. Juni in Tromsø Konteradmiral Henry Diesen, den Oberbefehlshaber der norwegischen Marine, und den Außenminister Halvdan Koht und weitere Flüchtlinge, darunter auch etwa zwei Dutzend deutsche Nazigegner, an Bord und lief am Morgen des 10. Juni nach Westen aus. Sie erreichte Tórshavn auf den Färöern am 13. Juni und fuhr am 16. Juni mit sechs weiteren kleinen norwegischen Kriegsschiffen und einer Eskorte der Royal Navy weiter nach Rosyth in Schottland, wo sie am 18. Juni eintraf. Dort wurde sie dann kriegsfertig gemacht.

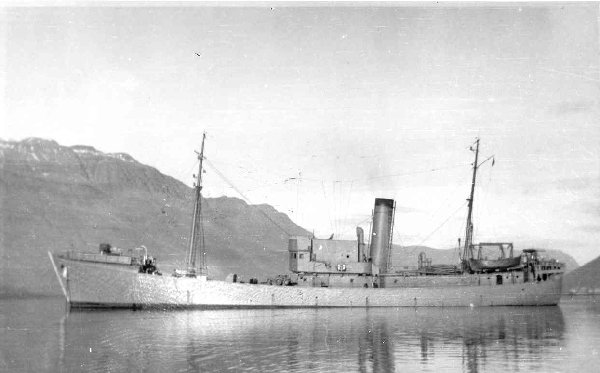
Die Honningsvåg vor Island

Am 29. August 1940 begann die Fridtjof Nansen ihren Dienst als Patrouillenboot der Norwegischen Exilmarine im Nordmeer, mit Basis Island, um die dort postierten britischen Einheiten zu verstärken. Am 8. November 1940 lief sie auf einer nicht markierten Untiefe bei der Insel Jan Mayen auf Grund und sank auf der ungefähren Position 70° 58′ N, 8° 24′ W. Die gesamte 67-köpfige Besatzung konnte sich an der Halbinsel Eggøya auf die Insel retten und nutzte die etwas weiter östlich gelegene und erst zwei Monate zuvor aufgegebene norwegische Wetter- und Funkstation Eldste Metten als Unterschlupf. Noch während die Mannschaft ein Boot vorbereitete, um damit Hilfe aus Island zu holen, erschien am vierten Tag der norwegische Kriegsfischkutter Honningsvåg, der die vor dem Sinken abgesetzten Notsignale empfangen hatte, und brachte die Mannschaft der Fridtjof Nansen nach Island.